# آخبرگ
آخبِرگ (به آلمانی: Achberg) یک شهر در آلمان است که در بادن-وورتمبرگ واقع شده‌است.

## خصوصیات
آخبِرگ ۱۲٫۹۲ کیلومترمربع مساحت دارد ۵۰۵ متر بالاتر از سطح دریا واقع شده‌است.